# Fuente y caudal
Albums de Paco de Lucía
El duende flamenco
(1972) En vivo desde el teatro real
(1975)
Fuente y caudal est un album du guitariste de flamenco Paco de Lucía publié en 1973.

## Titres
Toute la musique est composée par Paco de Lucía et José Torregrosa.
| No | Titre                                 | Durée |
| -- | ------------------------------------- | ----- |
| 1. | Entre dos aguas (Rumba)               | 5:59  |
| 2. | Aires choqueros (Fandangos de Huelva) | 4:14  |
| 3. | Reflejo de luna (Granaína)            | 3:53  |
| 4. | Solera (Bulerías por Soleá)           | 3:41  |
| 5. | Fuente y caudal (Taranta)             | 5:13  |
| 6. | Cepa Andaluza (Bulería)               | 5:46  |
| 7. | Los Pinares (Tangos)                  | 3:33  |
| 8. | Plaza de San Juan (Alegrías)          | 5:48  |

## Musiciens
- Paco de Lucía, Ramón de Algeciras : guitare